# Kościół św. Barbary w Pionkach
Kościół św. Barbary w Pionkach – zabytkowy kościół rzymskokatolicki w Pionkach, województwie mazowieckim.

## Historia
W 1924 roku powołany został Komitet Budowy Kościoła, na czele którego stanął dyrektor Państwowej Wytwórni Prochu inż. Jan Prot.
1 czerwca 1928 rok biskup Paweł Kubick dokonał poświęcenia kamienia węgielnego, a 12 maja 1929 roku biskup Marian Ryx, ordynariusz diecezji w Sandomierzu, wydał dekret na mocy którego erygował nową parafię w Zagożdżonie, przy kościele pod wezwaniem św. Barbary.
4 grudnia 1933 roku, mieszkańcy Pionek (w tym roku zmieniono nazwę Zagożdżon na Pionki) byli świadkami wielkiej uroczystości, o której napisano w kronice parafialnej:

W uroczystej procesji w asyście wielu kapłanów i kilkutysięcznej rzeszy ludzi przeniesiono Najświętszy Sakrament ze skromnej drewnianej kaplicy do nowego kościoła

7 października 1951 roku, biskup Jan Lorek dokonał poświęcenia, wykonanych w 1951 roku przez rzeźbiarza Janika z Radomia, stacji Drogi Krzyżowej.

7 października 1957 roku, ksiądz biskup Piotr Gołębiowski dokonał konsekracji świątyni,

## Wnętrze kościoła

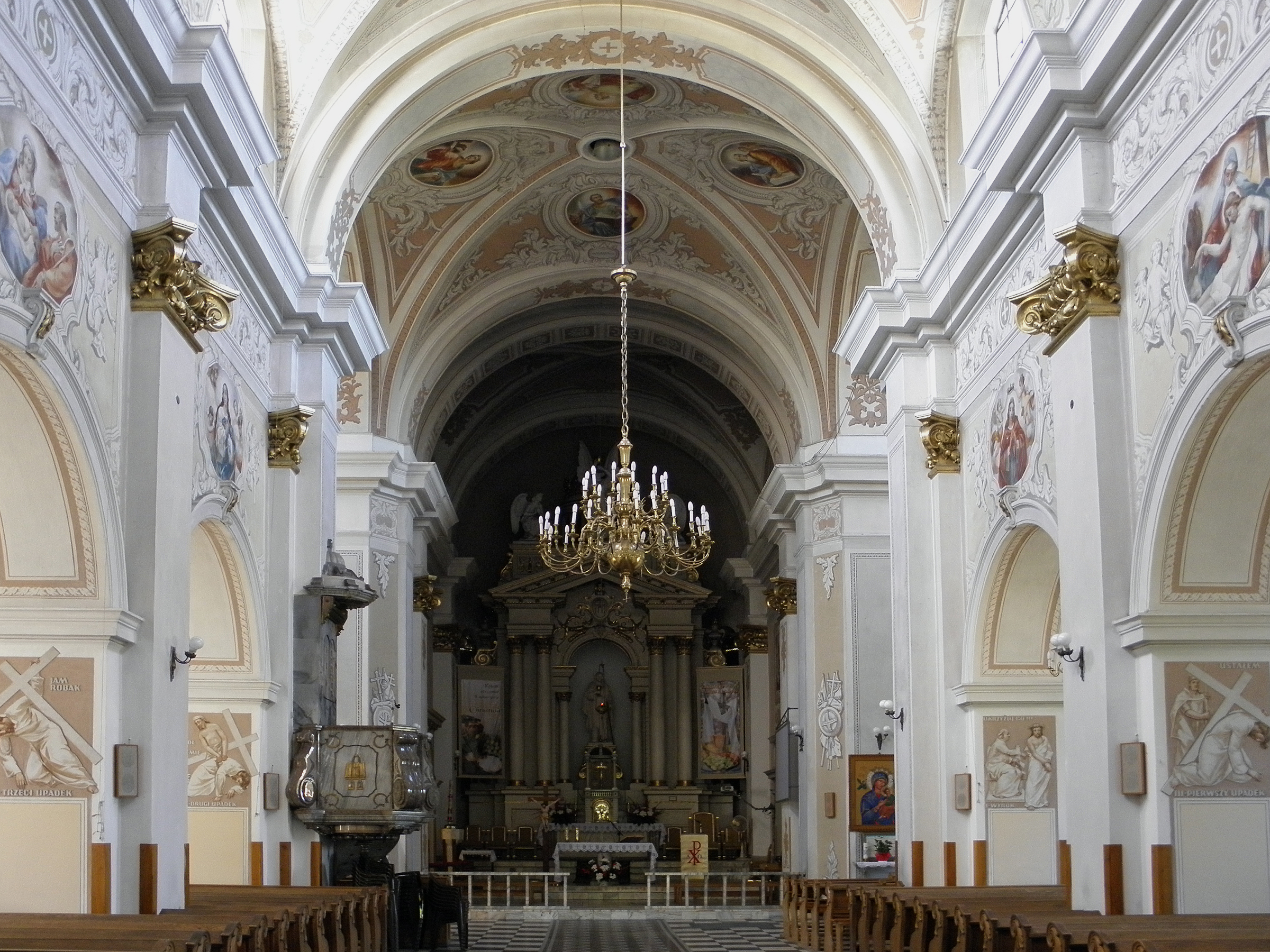
Wnętrze kościoła

Trójnawowa świątynia została zaprojektowana w stylu neobarokowym, na planie krzyża łacińskiego (crux ordinaria) przez Stefana Szyllera (1857–1933), słynnego polskiego architekta i konserwatora zabytków.

Wewnątrz znajduje się zaprojektowany przez Antoniego Chmielewskiego ołtarz główny, oraz trzy inne: Serca Bożego, Przemienienia Pańskiego i Matki Boskiej Częstochowskiej, wraz z umieszczoną weń kopią obrazu Matki Boskiej Jasnogórskiej. Uwieńczenie wschodniej nawy stanowi kaplica poświęcona opiece Matki Bożej.

Na sklepieniu, znajdują się malowidła przedstawiające czterech ewangelistów, a filary podtrzymujące świątynię ozdobione są przez kolejne stacje Drogi Krzyżowej.
W kościele znajduje się również piękna, marmurowa ambona.
Trzy, wspaniałe dzwony świątyni zostały nazwane kolejno: Jan, Stanisław i Zygmunt, na cześć swoich fundatorów, dyrektorów Państwowej Wytwórni Prochu. Zostały one zniszczone przez hitlerowców w czasie II wojny światowej.

W 1948 roku, dzięki staraniom proboszcza, wykonano nowe dzwony. Oba dzwony otrzymały imiona: ku czci Serca Jezusowego i świętej Barbary. Potwierdzeniem tego faktu jest list księdza Kiersztajna z dnia 13 czerwca 1948 roku do Kurii Diecezjalnej:

(...) komunikuję, że dwa dzwony o wadze 760 kg i 460 kg wykonane w odlewni dzwonów w Węgrowie, zostały uroczyście poświęcone przeze mnie proboszcza parafii na podstawie specjalnego upoważnienia Pasterza Diecezji zawartego na piśmie z dnia 14 I V 1948 roku, w dniu 15 V 1948 roku.

W roku 1932 wykonano wieże kościelne: małą i dużą na rzucie kwadratu, przechodzącą w ośmiościan zakończony czworoboczną latarnią, oświetloną otworami bocznymi w kształcie elipsy. U szczytu wieży zbudowano galerię z czterema balkonami. W tym samym roku zaprowadzono instalację elektryczną i ułożono posadzkę z terakoty.